# Периодат серебра
Периодат серебра — неорганическое соединение, 
соль металла серебра и иодной кислоты с формулой AgIO4,
оранжевые кристаллы.

## Физические свойства
Периодат серебра образует оранжевые кристаллы, 
тетрагональной сингонии,
пространственная группа I 41/a,
параметры ячейки a = 0,5368 нм, c = 1,2013 нм.